# Order Korony Jugosłowiańskiej
Order Korony Jugosłowiańskiej (serb.-chorw. Orden Jugoslovenske krune, serb. Орден Југословенске круне) – odznaczenie Królestwa Jugosławii nadawane w latach 1930–1945, później order domowy wygnanej królewskiej dynastii Karadziordziewiców.

## Historia
Order został ustanowiony 5 kwietnia 1930 r. przez króla Jugosławii Aleksandra I w związku ze zmianą nazwy państwa z Królestwo SHS na „Królestwo Jugosławii” (1929). Nadawany był i obywatelom jugosłowiańskim i cudzoziemcom za wybitne zasługi dla tronu, narodu i jedności narodowej. Kategorii wojskowej nie posiadał.
Order Korony został zorganizowany według znanego schematu Legii Honorowej i otrzymał pięć klas:
- I klasa – Krzyż Wielki (Велики крст)
- II klasa – Wielki Oficer (Велики официр)
- III klasa – Komandor (Командир)
- IV klasa – Oficer (Официр)
- V klasa – Kawaler (Кавалир)

## Wygląd
Insygnia orderu to oznaka i gwiazda I. i II. klasy. Oznaka to w zasadniczej formie pokryty białą emalią krzyż grecki, którego ramiona są stylizowane w kształcie płatków kwietnych, po cztery płatki na każdym ramieniu. Na awersie medalion środkowy oznaki, otoczony złotym obramowaniem, nosi wysadzaną drobnymi kamieniami szlachetnymi koronę królewską, na rewersie datę ustanowienia odznaczenia – 1930. Między ramionami krzyża umieszczony jest emaliowany na zielono wieniec laurowy. Zawieszką jest – mimo że Jugosławia była monarchią – zielony wieniec laurowy. Gwiazda I klasy jest złota, w kształcie zbliżonym do rombu i nosi na sobie oznakę orderu. Gwiazda II klasy posiada ten sam kształt, ale promienie jej są na przemian złote i srebrne. Order noszony był na ciemnoniebieskiej wstędze i nie posiadał łańcucha.

## Order dynastyczny
Po roku 1945 Order Korony Jugosłowiańskiej stał się orderem domowym wygnanej dynastii Karadziordziewiciów. Obecny pretendent do tronu Serbii, królewicz Aleksander Karadziordziewić jest jego Wielkim Mistrzem.

## Kolejność starszeństwa odznaczeń Jugosławii 1930–1945
- Order Świętego Księcia Łazarza
- Order Gwiazdy Jerzego Czarnego z mieczami
- Order Gwiazdy Jerzego Czarnego bez mieczy
- Order Orła Białego z mieczami
- Order Orła Białego bez mieczy
- Order Korony Jugosłowiańskiej
- Order Świętego Sawy
- Krzyż Miłosierdzia